# Schwarczmann Pál
Schwarczmann Pál, névváltozata: Schwarzmann (Budapest, Erzsébetváros, 1904. október 12. – Budapest, 1980. április 17.) orvos, belgyógyász, egyetemi docens.

## Életpályája
Schwarzmann Márkus (1878–1949) cipészsegéd és Schatz Eszter (1873–1956) fiaként született zsidó polgári családban. Apja a Kolozs vármegyei Középlakról származott, míg édesanyja pesti születésű volt. Középiskolai tanulmányait a Budapesti Református Főgimnáziumban végezte (1923). A numerus clausus miatt Magyarországon nem járhatott orvosi egyetemre, ezért 1930-ban a Bécsi Egyetemen szerzett orvosi oklevelet. Egy évig a berlini Krankenhaus in Friedrichshain belgyógyászati osztályán dolgozott, majd hazatérése után a Pesti Izraelita Hitközség Szabolcs Utcai Kórházában helyezkedett el. 1932-ben a Lévy Lajos által vezetett „C” belosztályon segédorvosi kinevezést kapott. Később megkapta az alorvosi címet. 1941-től rendelőintézeti főorvosként dolgozott, illetve behívták munkaszolgálatra is. A második világháborút követően visszatért a Pesti Izraelita Hitközség Kórházába, ahol 1949-től osztályos főorvos lett. A kórház államosításakor, majd Orvostovábbképző Intézetté alakulásakor, 1960. december 1-jével a II. Belgyógyászati tanszék tanszékvezető docensévé nevezték ki. Itt megszervezte a belgyógyászati intenzív betegellátást. Emellett tagja volt a Szakoktatási Bizottságnak (1958–1968) és orvos-tanácsadója az Erkel utcai Ápolónőképző Iskolának. A tanszéket 1975-ig, nyugállományba vonulásáig vezette. Ezután haláláig az Izraelita Hitközség Szeretetkórház igazgató főorvosa volt.
A Kozma utcai izraelita temetőben nyugszik (5B-5-3). Az 1981. július 5-én tartott sírkőavatásán megjelent feleségén és családján kívül a MIOK és a BIH képviseletében a teljes elnökség.
Felesége dr. Fogel Mária (1904–1990) volt, akivel 1940-ben kötött házasságot.

## Művei
- A bronchusrák klinikája. (Gyógyászat, 1935, 3.)
- ACTH-val befolyásolt agranulocytosis. Faludi Bélával. (Orvosi Hetilap, 1954, 38.)
- Ápolástan. II. kötet (Medica Könyvkiadó, Budapest, 1961)
- Adatok a herpes zoster klinikumához. (Orvosi Hetilap, 1962, 41.)
- A gyakorló orvos geriatriája. (A Gyakorló Orvos Könyvtára. Medicina. 1965)
- Folyadék és elektrolyt-háztartás. Szerk. (Medicina Könyvkiadó, 1968)
- Hyperosmoláris, ketosis nélküli coma diabetesesben. Kenedi Péterrel. (Orvosi Hetilap, 1968, 39.)
- Komplex kardiorespiratorikus vizsgálatok az öregkori teherbíróképesség megítélésére. Többekkel. (Orvosi Hetilap, 1970, 31.)
- A Frank-féle korrigált orthogonalis EKG elvezetések jelentősége a klinikai gyakorlatban. Kenedi Péterrel, Major Katalinnal. (Orvosi Hetilap, 1972, 17.)
- Összehasonlító vizsgálatok a 12 elvezetéses EKG és a Frank-féle korrigált orthogonalis elvezetések között myocardialis infarctusban. Kenedi Péterrel, Major Katalinnal. (Orvosi Hetilap, 1972, 43.)
- Elhúzódó, ismeretlen eredetű lázas állapotok. Mózer Istvánnal, Demeter Jolánnal. (Orvosi Hetilap, 1976, 34.)
- Kisklinikumok és szakápolástan (Budapest, 1976)

## Díjai, elismerései
- Kiváló orvos (1958)[7]
- Munka Érdemrend ezüst fokozata (1964)[8]
- Munka Érdemrend arany fokozata (1975)[9]